# Le Mesnil-en-Thelle
Le Mesnil-en-Thelle is een gemeente in het Franse departement Oise (regio Hauts-de-France). De plaats maakt deel uit van het arrondissement Senlis. Le Mesnil-en-Thelle telde op 1 januari 2022 2.392 inwoners.

## Geografie
De oppervlakte van Le Mesnil-en-Thelle bedroeg op 1 januari 2022 6,09 vierkante kilometer; de bevolkingsdichtheid was toen 392,8 inwoners per km².

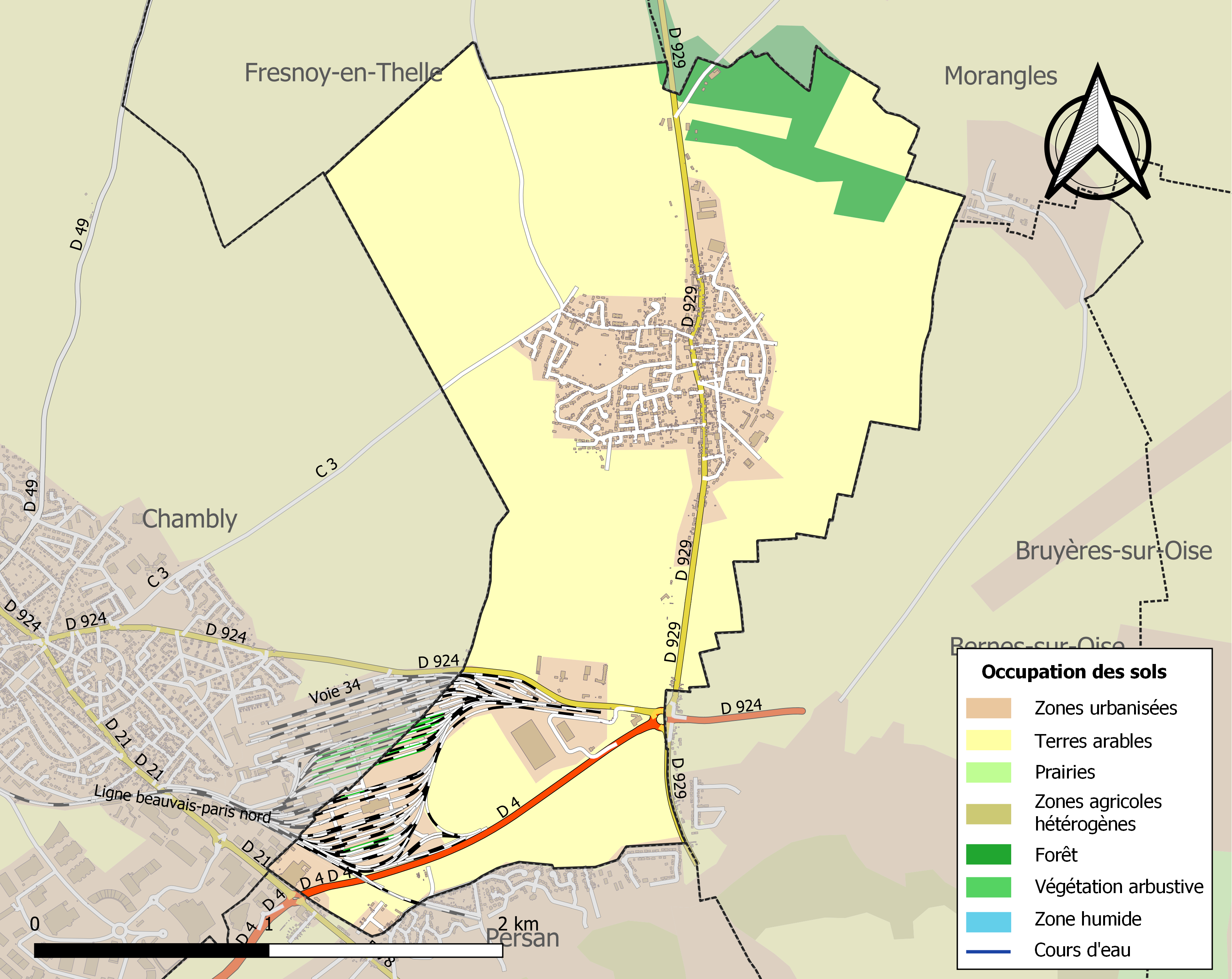
Kaart van de gemeente met belangrijkste infrastructuur, bodemgebruik en omliggende gemeenten

## Demografie
Onderstaande figuur toont het verloop van het inwonertal (bron: INSEE-tellingen).